# Зграда Социјалног осигурања у Београду
Зграда Социјалног осигурања у Београду налази се у градској општини Савски венац, у улици Немањиној 30 у Београду. Уврштена је у споменик културе Србије.

## Историјат и архитектура
Објекат се налази на углу Немањине и улице Светозара Марковића, а грађена је у периоду од 1959. до 1962. године, а пројектовао ју је Алексеј Бркић. Зграда се по величини не издаваја од других у Немањиној улици, основе објеката су чисте и једноставне, а карактер састава функционалних делова зграде условио је просторну организацију. На згради се посебно истиче фасадна композиција склопљена геометријским оруђем што се огледа у кубичној перфекцији волумена, затим у конструкцији и графизму црног металног растера у који су уклопљени прозори и подеони, полихромни парапети. Над приземљем које је наглашено слободним стубовима од вештачког камена, доминира затворени кубус канцеларијског тракта.
Основни цртеж фасаде извучен је пластичним, јаким металним растером који чини оквир прозора и парапета. Зидана парапетна поља обложена су керамиком, а форма њиховог орнамената је геометријска и крајње једноставна. Орнаменти на објекту се понављају правилно, а зграда спада у највредније длео архитекте Алексеја Бркића и заузима истакнуто место у историји српске савремене архитектуре.